# Parc Nacional de Lierne
El Parc Nacional de Lierne (en noruec: Lierne nasjonalpark) és un parc nacional de Noruega situat al municipi de Lierne, al comtat de Nord-Trøndelag. El parc va ser creat el 17 de desembre de 2004 per una resolució real. El parc cobreix 333 quilòmetres quadrats de terreny al llarg de la frontera amb Suècia.
El parc està dominat per una gran àrea muntanyosa abundant en linx, goluts, ossos, aus silvestres i més ocasionalment guineus àrtiques. Gran part de la regió es va formar durant l'última Edat de Gel. Hi ha molts cims de més de 1.000 metres sobre el nivell del mar, sent el més alt el mont Hestkjøltoppe amb 1.390 metres. Hi ha moltes zones d'aiguamolls amb grans pantans i boscos oberts.